# Miloslav Jágr
Miloslav Jágr (8. června 1927 Podmoklice na Olešce, nyní Semily – 23. srpna 1997 Praha) byl český průmyslový výtvarník, malíř, ilustrátor a typograf, profesor VŠUP.

## Život a škola
Narodil se jako jediný syn venkovského topiče a dělnice z textilní továrny. V letech 1942–1944 studoval obor malíř skla na Sklářské škole v Železném Brodě, než byl totálně nasazen. Školu dokončil roku 1946. Vysokou školu uměleckoprůmyslovou v Praze vystudoval v letech 1947–1952 v ateliéru užité grafiky prof. Josefa Nováka, absolvoval loutkovým filmem Vincek sklář. V letech 1952–1955 zůstal ve škole jako aspirant animovaného filmu. V letech 1955–1958 žil v Jablonci nad Nisou a živil se jako propagační grafik a propagační filmař. Roku 1960 na Vysokou školu uměleckoprůmyslovou nastoupil jako asistent profesora Adolfa Hoffmeistra, po němž pak roku 1979 převzal vedení ateliéru animovaného filmu, ale jako nestraník se nemohl habilitovat. Profesuru získal teprve roku 1990.
Debutoval v roce 1957 ilustracemi pro časopis Mateřídouška, s nímž pak spolupracoval tři desetiletí. S knižními ilustracemi pro děti začal ve Státním nakladatelství dětské literatury (SNDK) roku 1959 knížkou Marie Kubátové Pohádky pro rozcáplíky. Nevyhýbal se žádné grafické práci, dělal knižní obálky, plakáty i typografii divadelních programů.

### Žáci
Mezi jeho žáky patřili např. František Skála (1956), Pavel Koutský, Nina Čampulková, Michaela Pavlátová, Galina Miklínová, Jiří Barta (jeho asistent a nástupce ve vedení ateliéru), Petr Sís, Miro Pogran a mnoho jiných.

## Dílo
Ilustrace pro dospělé (výběr)
- Anton Pavlovič Čechov: Humoresky
- Hermína Franková: Vendula aneb Francouzština pro pokročilé
- Zdeněk Jirotka: Saturnin
- František Nepil: Jak se dělá chalupa; Střevíce z lýčí
- Karel Poláček: Metempsychóza, čili stěhování duší

Animovaný film
- Výtvarná realizace filmu Hloupá žába (The foolish Frog), texty Pete a Charles Seeger, režie Gene Deitch (USA); roku 1972 v USA oceněno Červenou stuhu za nejlepší animovaný film roku; vyšlo také knižně.
- Námět, scénář a režie: Krátký animovaný film ke 100. výročí založení VŠUP Slavné výročí (1985).[3]

### Pro děti
Ilustrace asi 150 knih, leporel nebo omalovánek různých autorů, např.
- Marie Kubátová: Pohádky pro rozcáplíky, SNDK, Praha 1959
- Karel Jaromír Erben: Dlouhý, Široký a Bystrozraký
- Marie Kubátová: O heřmánkové víle a čarodějnickém učedníku, Albatros, Praha 1978
- Václav Čtvrtek: Jak ševci zvedli vojnu pro červenou sukni – Cena Stříbrný orel v Nice, 1980
- František Hrubín: Vítek hádá dobře
- Karel May: V zemi draka
- František Nepil: Pohádky z pekelce (1967); Polní žínka Evelínka
- Eduard Petiška: Už si čtu pohádky; Birlibán
- Antonín Pochop: Krakonošova mísa (antologie pohádek z Podkrkonoší)
- Josef Spilka: Náš Krakonoš
- Ljuba Štíplová: Kočkám vstup zakázán
- Otakar Chaloupka: Špalíček českých pohádek, Nový špalíček českých pohádek

Vlastní knížky s ilustracemi
- Svět naruby (1975)
- Kluk s křídly (děj umístěn do rodných Semil; 1980)
- Mám já domek malovaný
- Pan Tužka a slečna Pastelka, o psu Gumovi nemluvě
- Všude dobře, doma nejlépe
- Osmý trpaslík pana Háby (inspirace skutečným panem Hábou; 1984)
- Kam běží Péťa?
- Čí je Péťa?
- Jak zrzci udělali tmu (ilustrace oceněny Zlatou stuhou[4])
- Veverek Koudelka aneb spolužák k pohledání (in: Veverek Koudelka a jiná slohová cvičení, Cena knihovníků Klubu dětských knihoven SKIP – 3. místo[5])